# بلژانیکا
بلژانیکا (به صربی: Beljanica) یک کوه در صربستان است که در دسپوتوواتس واقع شده‌است. بلژانیکا ۱٬۳۳۹ متر بالاتر از سطح دریا واقع شده‌است.